# Heterophleps acineta
Heterophleps acineta är en fjärilsart som beskrevs av Louis Beethoven Prout 1926. Heterophleps acineta ingår i släktet Heterophleps och familjen mätare. Inga underarter finns listade i Catalogue of Life.